# Nimșîn, Halîci
Nimșîn (în ucraineană Німшин) este un sat în comuna Demeșkivți din raionul Halîci, regiunea Ivano-Frankivsk, Ucraina.

## Demografie
Componența lingvistică a localității Nimșîn
     Ucraineană (100%)
Conform recensământului din 2001, toată populația localității Nimșîn era vorbitoare de ucraineană (100%).